# Kasteel van Bourbon l'Archambault
Het Kasteel van Bourbon l' Archambault (Frans: Château de Bourbon l'Archambault) is gelegen in de Franse gemeente Bourbon-l'Archambault. Het kasteel is het stamslot van het huis Bourbon dat tot de 10e eeuw teruggaat.

## Vroege geschiedenis
De grondvesten van het kasteel werden door Archimbald I van Bourbon in de 10e eeuw gelegd. De eerste dynastie van feodale heren van Bourbon stierf in de 12e eeuw uit en het kasteel werd bezit van het geslacht Dampierre en later van de hertogen van Bourgondië, een zijlijn van het koninklijke huis Capet.
Robert van Clermont, de zesde zoon van Lodewijk de Heilige, koning van Frankrijk, huwde in 1272 Beatrix van Bourbon. Zo verwierf hij ook het graafschap Bourbon dat in 1327 tot hertogdom werd verheven. De zoon van Robert en Béatrix, Lodewijk I de Grote was de eerste van de negen hertogen van Bourbon.
Het dorpje Bourbon-l'Archambault was in de 15e eeuw de hoofdstad van de hertogen van Bourbon die geregeld in het kasteel resideerden. In 1527 stierf Karel III van Bourbon, connétable van Frankrijk zonder wettige erfgenaam. Zo viel het kasteel met het hertogdom weer aan de Franse kroon en Frans I voegde het kasteel in 1532 bij het kroondomein.
De 10e-eeuwse burcht is een van de meest indrukwekkende ruïnes van het feodale tijdperk. Het kasteel werd tot in de 15e eeuw als militair steunpunt gebruikt en heeft in de loop der eeuwen vele aanvallen doorstaan.

## Na de Franse Revolutie
Het kasteel werd in de Franse Revolutie door de Franse staat onteigend en in 1794 verkocht. Een groot deel van het bouwwerk werd gesloopt.
In de 19e eeuw werden de restanten van het kasteel slecht onderhouden en het raakte geleidelijk in verval. In 1832 redde Achille Allier, een plaatselijke dichter, het noordelijke deel van het kasteel van de ondergang. Samen met de klokkentoren uit de 18e eeuw staat het noordelijke deel van het kasteel nog fier overeind.
De toren onder deze belfort of klokkentoren heeft de welluidende bijnaam "Qui Qu'en Grogne" oftewel "ze klagen er maar over". De kasteelheer, Lodewijk II van Bourbon bouwde boven het plaatsje een sterke toren maar hij verbood de inwoners om zelf een muur om de stad te bouwen. Zijn commentaar was "Contents ou pas, qui qu'en grogne, elle se fera" oftewel "Tevreden of niet, ze klagen maar, hij (elle = la tour, de toren?) wordt gebouwd".
De drie noordelijke torens hebben de afbraak van het grootste deel van het kasteel in 1793 overleefd en bevatten fraaie zalen met gotische gewelven.